# Star Trek: Lower Decks
Star Trek: Lower Decks é uma série de animação americana destinada a adultos, criada para Mike McMahan para CBS All Access. É parte de uma expansão da franquia Star Trek liderada pelo produtor executivo Alex Kurtzman. É a primeira série animada criada para o All Access e a primeira série animada de Star Trek desde Star Trek: The Animated Series. McMahan atua como showrunner da série.
Tawny Newsome, Jack Quaid, Noël Wells e Eugene Cordero dublam os personagens da tripulação da Cerritos, com Dawnn Lewis, Jerry O'Connell, Fred Tatasciore e Gillian Vigman também dando voz à série. A expansão da franquia de Kurtzman começou em junho de 2018, e McMahan foi contratado para a equipe do Lower Decks em outubro daquele ano, quando encomendou-se duas temporadas para série. O trabalho de animação começou em fevereiro seguinte e passou a ocorrer remotamente em março de 2020 devido à Pandemia de COVID-19. A primeira temporada de Star Trek: Lower Decks foi lançada no dia 6 de agosto de 2020 e consiste em 10 episódios.

## Premissa
A série é ambientada nos conveses inferiores da USS Cerritos (NCC-75567), uma “nave irrelevante na Frota Estelar”, no ano de 2380. O nome da nave vem de Cerritos, uma cidadezinha de 50 mil habitantes que é uma das várias que compõem a Grande Los Angeles. A missão da USS Cerritos é estabelecer o segundo contato com novas civilizações, o que inclui atividades burocráticas, protocolos e transporte de suprimentos. O título Lower Decks é uma referência ao Episódio 15 da sétima temporada de Star Trek: A Nova Geração, que tem o mesmo nome. 

## Personagens
- Beckett Mariner: Serviu a bordo da nave USS Quito em uma missão de primeiro contato com os galardonianos. Pouco depois, foi transferida para a USS Cerritos, onde ocupa o posto de alferes. É filha da Capitã Carol Freeman, da própria USS Cerritos, e de um almirante de Frota Estelar. É irreverente, criativa, e está sempre transgredindo regras. É dublada por Tawny Newsome, na versão original em inglês.[7]
- Bradward "Brad" Boimler: Um alferes a bordo da USS Cerritos.[8] Ao contrário da Alferes Mariner, é um defensor das regras da Frota Estelar e sempre se esforça em segui-las. Tem o desejo de subir na carreira, e procura agradar aos seus superiores. Costuma fazer um diário de bordo, semelhante ao tradicional "diário do capitão".[9] É dublado por Jack Quaid.
- D'Vana Tendi: Uma alferes orion, que serve junto à equipe médica da USS Cerritos. Possui grande admiração pela Frota Estelar e está sempre feliz por estar trabalhando em uma nave estelar. É dublada por Noël Wells.
- Sam Rutherford: Um alferes que trabalha junto à equipe de engenharia da USS Cerritos. Aparece sempre consertando algo na nave. Possui um implante cyborg, mas ainda está se adaptando a ele. É amigo da D'Vana Tendi, e passa grande parte do tempo em sua companhia. É dublado por Eugene Cordero.
- Carol Freeman: É a capitã da USS Cerritos, e lamenta o fato da nave ter pouca importância na Frota Estelar. Mãe da Alferes Marines, está sempre procurando um motivo para transferi-la para outra nave. É dublada por Dawnn Lewis.
- Jack Ransom: Primeiro Oficial da USS Cerritos, costuma ter movimentos corporais semelhantes aos de William Riker, Primeiro Oficial da Nave Estelar USS Enterprise (NCC-1701-D) (Star Trek: A Nova Geração). É dublado por Jerry O'Connell.
- T'Ana: Oficial Médica Chefe da USS Cerritos. É caitiana, assim como a Tenente Shiboline M'Ress, que serviu a bordo da USS Enterprise NCC-1701         como oficial de comunicação, sob o comando do Capitão James T. Kirk (Star Trek: The Animated Series). Os caitianos são humanóides com a aparência de felinos. É dublada por Gillian Vigman.
- Shaxs: Um bajoriano que ocupa o posto de Oficial Tático da USS Cerritos. É dublado por Fred Tatasciore.

## Episódios

### Temporada 1
| Nº geral | Nº temp. | Título                   | Direção        | Roteiro                       | Exibição original      |
| -------- | -------- | ------------------------ | -------------- | ----------------------------- | ---------------------- |
| 1        | 1        | "Second Contact"         | Barry J. Kelly | Mike McMahan                  | 6 de agosto de 2020    |
| 2        | 2        | "Envoys"                 | Kim Arndt      | Chris Kula                    | 13 de agosto de 2020   |
| 3        | 3        | "Temporal Edict"         | Bob Suarez     | Dave Ihlenfeld & David Wright | 20 de agosto de 2020   |
| 4        | 4        | "Moist Vessel"           | Barry J. Kelly | Ann Kim                       | 27 de agosto de 2020   |
| 5        | 5        | "Cupid's Errant Arrow"   | Kim Arndt      | Ben Joseph                    | 3 de setembro de 2020  |
| 6        | 6        | "Terminal Provocations"  | Bob Suarez     | John Cochran                  | 10 de setembro de 2020 |
| 7        | 7        | "Much Ado About Boimler" | Barry J. Kelly | M. Willis                     | 17 de setembro de 2020 |
| 8        | 8        | "Veritas"                | Kim Arndt      | Garrick Bernard               | 25 de setembro de 2020 |
| 9        | 9        | "Crisis Point"           | Bob Suarez     | Ben Rodgers                   | 1º de outubro de 2020  |
| 10       | 10       | "No Small Parts"         | Barry J. Kelly | Mike McMahan                  | 8 de outubro de 2020   |

### Temporada 2
| Nº geral | Nº temp. | Título                         | Direção     | Roteiro                       | Exibição original      |
| -------- | -------- | ------------------------------ | ----------- | ----------------------------- | ---------------------- |
| 11       | 1        | "Strange Energies"             | Jason Zurek | Mike McMahan                  | 12 de agosto de 2021   |
| 12       | 2        | "Kayshon, His Eyes Open"       | Kim Arndt   | Chris Kula                    | 19 de agosto de 2021   |
| 13       | 3        | "We'll Always Have Tom Paris"  | Bob Suarez  | M. Willis                     | 26 de agosto de 2021   |
| 14       | 4        | "Mugato, Gumato"               | Jason Zurek | Ann Kim                       | 2 de setembro de 2021  |
| 15       | 5        | "An Embarrassment of Dooplers" | Kim Arndt   | Dave Ihlenfeld & David Wright | 9 de setembro de 2021  |
| 16       | 6        | "The Spy Humongous"            | Bob Suarez  | John Cochran                  | 16 de setembro de 2021 |
| 17       | 7        | "Where Pleasant Fountains Lie" | Jason Zurek | Garrick Bernard               | 23 de setembro de 2021 |
| 18       | 8        | "I, Excretus"                  | Kim Arndt   | Ann Kim                       | 30 de setembro de 2021 |
| 19       | 9        | "wej Duj"                      | Bob Suarez  | Kathryn Lyn                   | 7 de outubro de 2021   |
| 20       | 10       | "First First Contact"          | Jason Zurek | Mike McMahan                  | 14 de outubro de 2021  |

### Temporada 3
| Nº geral | Nº temp. | Título                                | Direção             | Roteiro            | Exibição original      |
| -------- | -------- | ------------------------------------- | ------------------- | ------------------ | ---------------------- |
| 21       | 1        | "Grounded"                            | Jason Zurek         | Chris Kula         | 25 de agosto de 2022   |
| 22       | 2        | "The Least Dangerous Game"            | Michael Mullen      | Garrick Bernard    | 1º de setembro de 2022 |
| 23       | 3        | "Mining the Mind's Mines"             | Fill Marc Sagadraca | Brian D. Bradley   | 8 de setembro de 2022  |
| 24       | 4        | "Room for Growth"                     | Jason Zurek         | John Cochran       | 15 de setembro de 2022 |
| 25       | 5        | "Reflections"                         | Michael Mullen      | Mike McMahan       | 22 de setembro de 2022 |
| 26       | 6        | "Hear All, Trust Nothing"             | Fill Marc Sagadraca | Grace Parra Janney | 29 de setembro de 2022 |
| 27       | 7        | "A Mathematically Perfect Redemption" | Jason Zurek         | M. Willis          | 6 de outubro de 2022   |
| 28       | 8        | "Crisis Point 2: Paradoxus"           | Michael Mullen      | Ben Rodgers        | 13 de outubro de 2022  |
| 29       | 9        | "Trusted Sources"                     | Fill Marc Sagadraca | Ben M. Waller      | 20 de outubro de 2022  |
| 30       | 10       | "The Stars at Night"                  | Jason Zurek         | Mike McMahan       | 27 de outubro de 2022  |

### Temporada 4
| Nº geral | Nº temp. | Título                                | Direção                      | Roteiro            | Exibição original      |
| -------- | -------- | ------------------------------------- | ---------------------------- | ------------------ | ---------------------- |
| 31       | 1        | "Twovix"                              | Barry J. Kelly & Jason Zurek | Mike McMahan       | 7 de setembro de 2023  |
| 32       | 2        | "I Have No Bones Yet I Must Flee"     | Megan Lloyd                  | Aaron Burdette     | 7 de setembro de 2023  |
| 33       | 3        | "In the Cradle of Vexilon"            | Brandon Williams             | Ben Waller         | 14 de setembro de 2023 |
| 34       | 4        | "Something Borrowed, Something Green" | Bob Suarez                   | Grace Parra Janney | 21 de setembro de 2023 |
| 35       | 5        | "Empathological Fallacies"            | Megan Lloyd                  | Jamie Loftus       | 28 de setembro de 2023 |
| 36       | 6        | "Parth Ferengi's Heart Place"         | Brandon Williams             | Cullen Crawford    | 5 de outubro de 2023   |
| 37       | 7        | "A Few Badgeys More"                  | Bob Suarez                   | Edgar Momplaisir   | 12 de outubro de 2023  |
| 38       | 8        | "Caves"                               | Megan Lloyd                  | Ben Rodgers        | 19 de outubro de 2023  |
| 39       | 9        | "The Inner Fight"                     | Brandon Williams             | Mike McMahan       | 26 de outubro de 2023  |
| 40       | 10       | "Old Friends, New Planets"            | Bob Suarez                   | May Darmon         | 2 de novembro de 2023  |

### Temporada 5
| Nº geral | Nº temp. | Título                         | Direção          | Roteiro                 | Exibição original      |
| -------- | -------- | ------------------------------ | ---------------- | ----------------------- | ---------------------- |
| 41       | 1        | "Dos Cerritos"                 | Megan Lloyd      | Aaron Burdette          | 24 de outubro de 2024  |
| 42       | 2        | "Shades of Green"              | Bob Suarez       | Keith Foglesong         | 24 de outubro de 2024  |
| 43       | 3        | "The Best Exotic Nanite Hotel" | Brandon Williams | Stephanie Amante-Ritter | 31 de outubro de 2024  |
| 44       | 4        | "A Farewell To Farms"          | Megan Lloyd      | Diana Tay               | 7 de novembro de 2024  |
| 45       | 5        | "Starbase 80?!"                | Bob Suarez       | May Darmon              | 14 de novembro de 2024 |
| 46       | 6        | "Of Gods and Angles"           | Brandon Williams | Aaron Burdette          | 21 de novembro de 2024 |
| 47       | 7        | "Fully Dilated"                | Megan Lloyd      | Andrew Mueth            | 28 de novembro de 2024 |
| 48       | 8        | "Upper Decks"                  | Bob Suarez       | Cullen Crawford         | 5 de dezembro de 2024  |
| 49       | 9        | "Fissure Quest"                | Brandon Williams | Lauren McGuire          | 12 de dezembro de 2024 |
| 50       | 10       | "The New Next Generation"      | Megan Lloyd      | Mike McMahan            | 19 de dezembro de 2024 |